# Большая Уя (река, впадает в Онежское озеро)
Большая Уя — река в России, протекает по Прионежскому району Карелии.
Исток — юго-восточнее Деревянки. В деревне Уя (южнее села Деревянное) впадает в Уйскую губу Онежского озера. Длина реки составляет 16 км, площадь водосборного бассейна 47 км².

## Данные водного реестра
По данным государственного водного реестра России, относится к Балтийскому бассейновому округу, водохозяйственный участок реки — Бассейн Онежского озера без рр. Шуя, Суна, Водла и Вытегра, речной подбассейн реки — Свирь (включая реки бассейна Онежского озера). Относится к речному бассейну реки Нева (включая бассейны рек Онежского и Ладожского озера).
Код объекта в государственном водном реестре — 01040100612102000013910.

## Фотографии
|  |  |